# 若宮八幡社 (杵築市)
若宮八幡社（わかみやはちまんしゃ）は、大分県杵築市に鎮座する神社である。社格は旧県社。

## 祭神
- 大鷦鷯命（おおさざきのみこと） - 仁徳天皇。
- 菟道稚郎子（うじのわきいらつこ） - 応神天皇の皇子。大鷦鷯命（仁徳天皇）の異母弟。
- 宇礼姫（うれひめ）
- 久礼姫（くれひめ）

## 歴史
この神社は、寛和元年（985年）12月に、勅宣により豊後国速見津郡八坂郷に下向した紀兼貞によって、石清水八幡宮に伝わる4柱の神像を守護し奉じて下司村柏島に創建されたと伝えられる。この神像は宇多天皇第9皇子の敦実親王が手ずから大鷦鷯命、菟道稚郎子、宇礼姫、久礼姫の像を白檀に奉彫したもので、延喜14年（918年）8月に仁和寺で開眼供養が行われ、石清水八幡宮に奉安されたものであった。
その後、天喜5年（1057年）3月に生地村岳（現在の浜田社社地）、承安3年（1173年）9月に中村（現在の若八幡本社社地）に遷座した後、嘉暦元年（1326年）11月に現在の社地に遷座した。明治6年（1873年）に郷社、大正10年（1921年）には県社に列せられている。
承安3年（1173年）に中村に遷した際、藤原伊通より裁許を得て豊後国司藤原頼輔監督の下で市を開催した。これが放生会の神事と結びついて牛馬市として盛んになり、日本三大牛馬市に数えられるに至った。牛馬の需要が減った戦後も、昭和25年（1950年）頃には約2千頭の牛馬が出されていた。

## 社殿

### 摂社
- 和漢将軍社 - 木付氏初代当主の木付親重を祭神とする[6]。

## 祭事・年中行事
- 歳旦祭 - 1月1日
- 春季祖霊祭 - 春の彼岸
- 春季大祭・御田植祭 - 4月6日
- 仲秋祭・楽の市 - 9月15日に近い日曜日
- 秋季祖霊祭 - 秋の彼岸
- 新嘗祭・斗初穂 - 11月23日
- 例大祭 - 12月上旬の土・日曜日[1]

## 文化財
- 大分県指定無形民俗文化財
  - 若宮楽 - 1966年（昭和41年）3月22日指定。秋季祖霊祭に奉納される[1]。
  - 杵築若宮八幡社の御田植祭 - 2000年（平成12年）3月24日指定。
- 大分県指定天然記念物
  - 杵築若宮八幡社の境内林 - 1980年（昭和55年）4月8日指定。
- 杵築市指定有形文化財
  - 若宮八幡社大額 - 1973年（昭和48年）4月13日指定。
  - 若宮八幡社棟札 - 1973年（昭和48年）4月13日指定。
  - 若宮八幡社の石造物群 - 「寛永二十年」銘の鳥居等。1999年（平成11年）5月10日指定[7]。